# Thomas Henle
Thomas Henle (* 18. August 1961 in München) ist ein deutscher Lebensmittelchemiker und Hochschullehrer. Seit 1998 ist er Professor für Lebensmittelchemie an der TU Dresden.

## Leben
Henle studierte zwischen 1981 und 1986 Lebensmittelchemie an der TU München. Im Jahr 1991 promovierte er mit dem Thema Studien über das reaktive Verhalten von Milchproteinen bei der Maillard-Reaktion am Lehrstuhl für Milchwissenschaft bei Henning Klostermeyer zum Dr. rer. nat. Anschließend war er in München als wissenschaftlicher Mitarbeiter tätig. Im Jahr 1997 folgte die Habilitation zum Thema Reaktionen von Proteinen bei der Verarbeitung und Lagerung von Lebensmitteln. Beiträge zur Analytik individueller Aminosäurederivate und Studien zur Proteinquervernetzung, ebenfalls an der TU München-Weihenstephan.
Nach einer kurzen Zeit als Privatdozent nahm Henle 1998 einen Ruf auf eine C4-Professur für Lebensmittelchemie an die TU Dresden an, wo er seitdem lehrt und forscht.
Henle gründete zusammen mit Jan J. Weigand 2019 die Lohrmanns Brew GmbH, ein Unternehmen im Verbund der TUDAG.

## Preise und akademische Funktionen
- 1996: Kurt-Täufel-Preis des Jungen Wissenschaftlers, Lebensmittelchemische Gesellschaft der Gesellschaft Deutscher Chemiker
- 2004–2012: Fachkollegiat im DFG-Fachkollegium „Biologische Systeme“
- 2005–2010: Bundesvorsitzender der Lebensmittelchemischen Gesellschaft, Fachgruppe in der Gesellschaft Deutscher Chemiker (GDCh)
- 2005: Editor-in-Chief der wissenschaftlichen Zeitschrift European Food Research and Technology (Springer-Verlag; zusammen mit Thomas Hofmann, TU München)
- 2018: Milch-Wissenschaftlicher Innovationspreis des Milchindustrie-Verbandes (MIV)[3]
- 2023: Joseph-König-Gedenkmünze der Gesellschaft Deutscher Chemiker